# Violențele din Stockholm din 2013

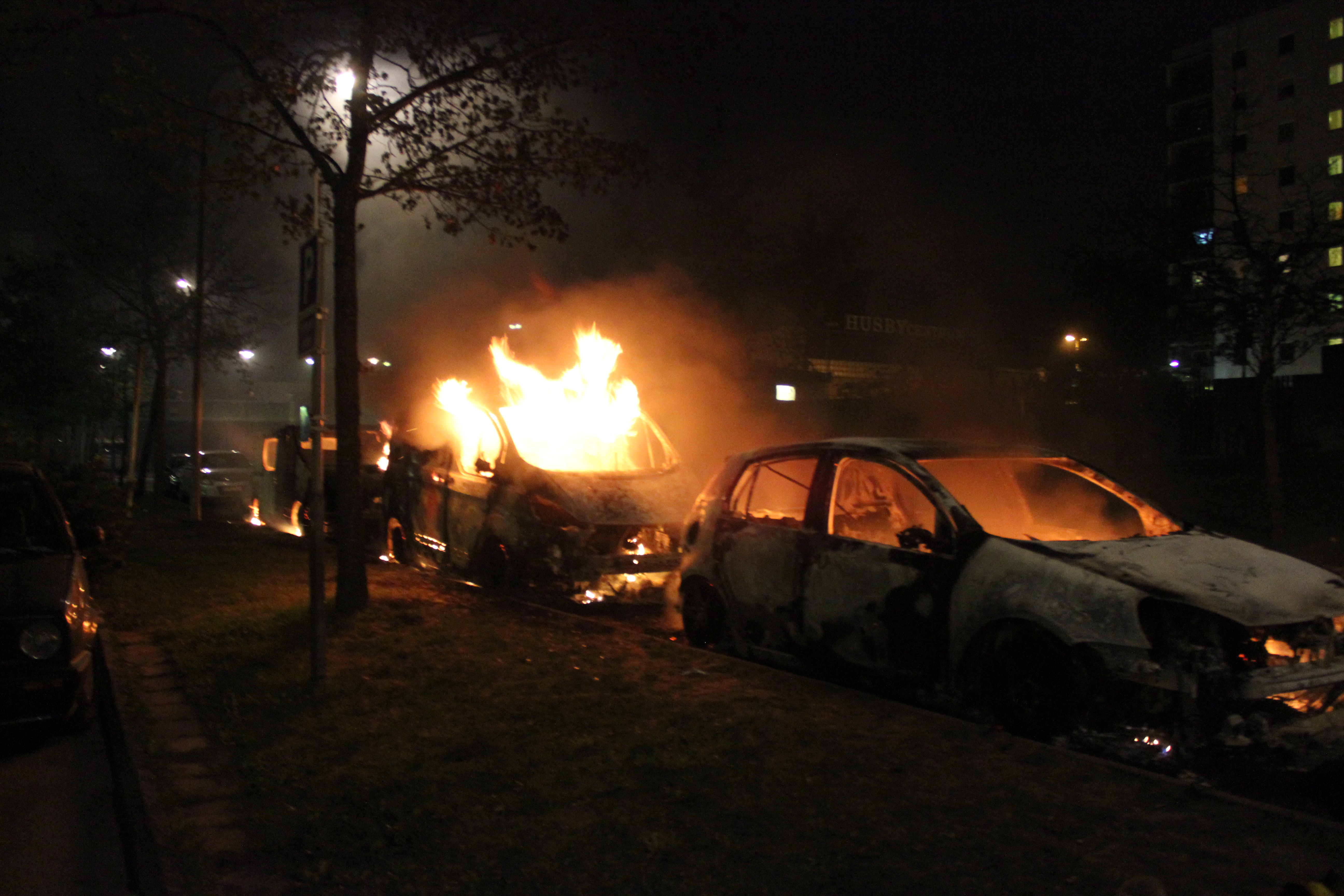
A doua zi a revoltei (20 mai)

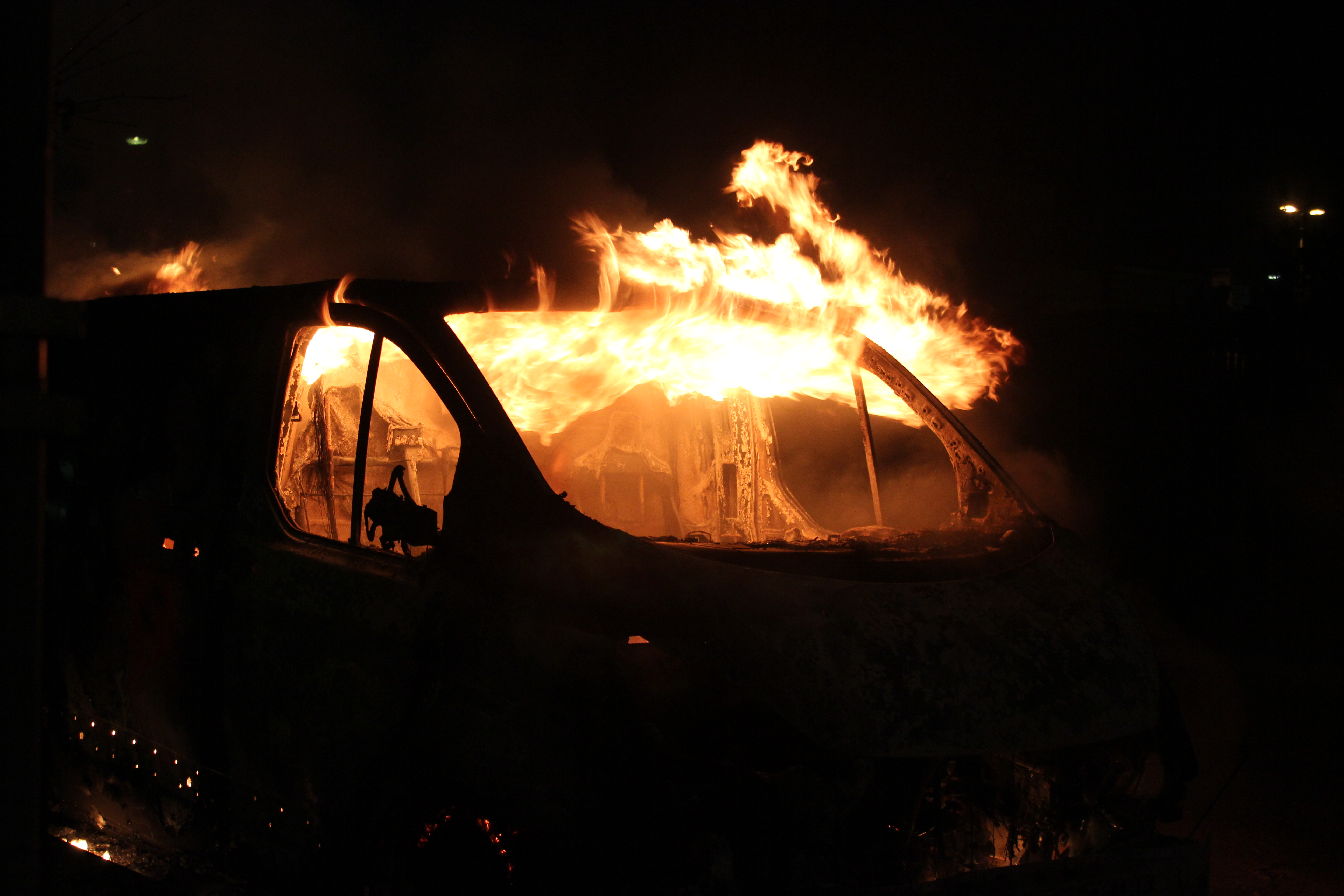
Un automobil în flăcări

Violențele din Stockholm din 2013 au avut loc între 19 și 28 mai. Tulburările au izbucnit ca urmare a morții la Husby, un cartier defavorizat din Stockholm, Suedia, a unui imigrant, la vârsta de 69 de ani, împușcat de poliție. Incidente au fost semnalate în cel puțin nouă suburbii ale orașului, iar 29 suspecți au fost arestați. Societatea civilă a cerut investigarea cazului, argumentând că acest caz se dă uitării (fiecare împușcătură efectuată de poliție este investigată în Suedia).

## Cronologie
- Pe 19 mai au fost incendiate peste 100 de mașini[2].
- Pe 22 mai violențele au dezlănțuit în vestul și sudul capitalei, forțele de ordine și pompierii fiind atacați cu pietre. De asemenea, protestatarii au incendiat anvelope auto, vehicule și au spart vitrine ale magazinelor.
- Pe 23 mai un comisariat al poliției din Kista, în apropiere de Husby, și alte două din sudul capitalei au fost atacate cu pietre[3]. Toate sectoarele capitalei au fost cuprinse de tulburări.
- Pe 24 mai, cel puțin două școli, o secție de poliție și 15 autoturisme au fost incendiate în timpul celei de-a cincea nopți de revolte [4].
- Pe 25 mai tulburările s-au extins și în afara Stockholmului, astfel la Örebro și în alte orașe au fost incendiate automobile.
- Pe 27 mai revoltele au continuat lângă Stockholm. Mai multe mașini aparținând asociației locale de salubrizare au fost incendiate în Lysekil, și o grădiniță în Solna[5].

## Cauze
Potrivit statisticilor, 60-70 la sută dintre cele 12.000 de persoane care locuiesc în zona confruntărilor s-au născut în afara Suediei și au ajuns în această țară din regiuni devastate de războaiele din Asia și Africa. 
Suedia a devenit una dintre destinațiile cele mai frecventate de imigranți din Europa în ultima perioadă. Violențele au provocat o dezbatere în Suedia în legătură cu integrarea imigranților, care constitue 15% din populația țării. 
Oficial, cauza violențelor și devastărilor din Suedia este nemulțumirea tinerilor (în principal din familiile imigrante sărace) de nivelul ridicat al șomajului. Evenimentele informale sunt estimate ca un focar de vandalism al tineretului.

## Reacții

### Reacția publică
Locuitorii din Husby au fost supărați de către cei care au fost răniți, din cauza daunelor aduse proprietății și reputației cartierului. Tulburările au declanșat dezbateri în rândul suedezilor cu privire la integrarea minorităților, mulți dintre care au ajuns în țară prin obținerea azilului politic.

### Reacția Guvernului
În după-amiaza zilei de marți, 21 mai, premierul Suediei, Fredrik Reinfeldt, a anunțat: „Am trăit experiența a două nopți de tulburări grave, vandalism și o atmosferă intimidantă în Husby și există riscul ca acestea să continue. Avem grupuri de tineri care cred că pot și ar trebui să schimbe societatea cu violență. Să fie clar în acest sens: vilolența nu este acceptabilă. Nu putem fi intimidați de violență”.